# Silene dionysii
Silene dionysii là loài thực vật có hoa thuộc họ Cẩm chướng. Loài này được Stoj. & Jordanov miêu tả khoa học đầu tiên năm 1937.